# Kaiserbrief

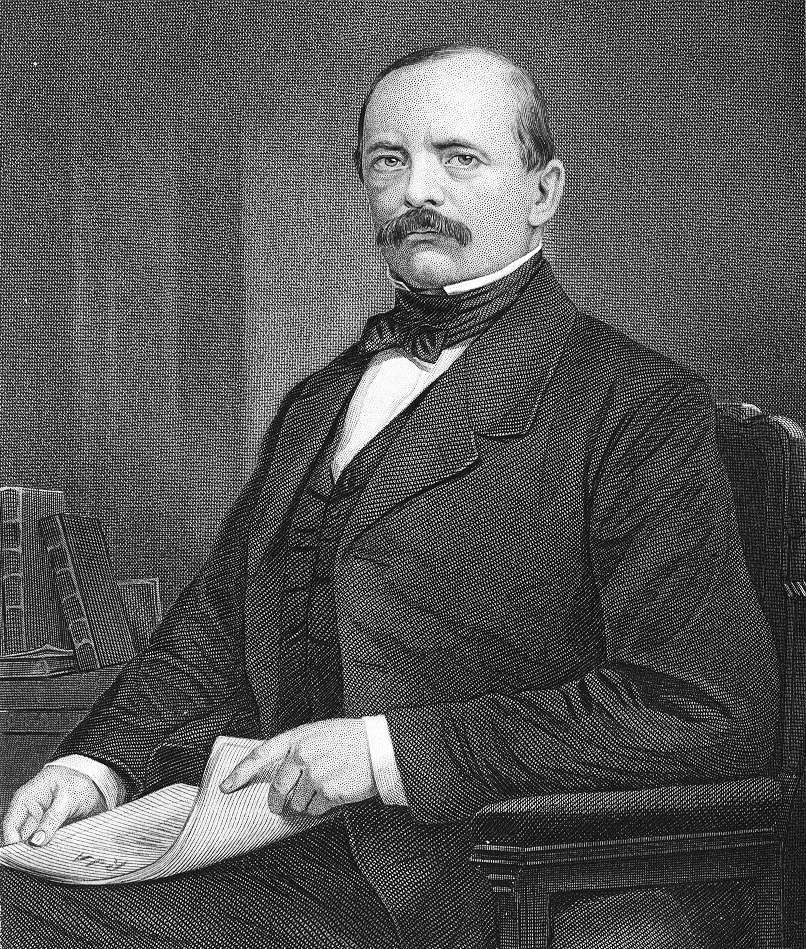
Otto von Bismarck, 1873

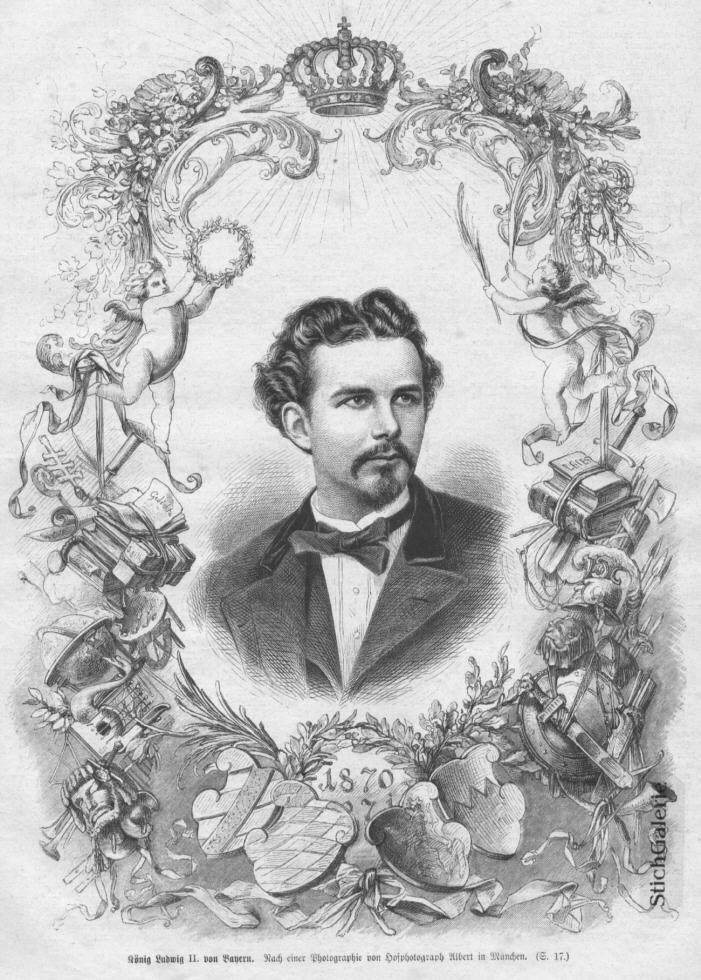
Louis II de Bavière, 1870

La Kaiserbrief est une lettre rédigée par Otto von Bismarck et portée par le comte Holnstein au roi de Bavière Louis II pour que celui-ci la recopie et la signe. Elle était destinée à reconnaître Guillaume Ier de Prusse comme empereur allemand.

## Contexte
Les circonstances historiques de la genèse de la Kaiserbrief sont maintenant bien connues des historiens, mais il reste des points très controversés. Ce document si important dans la formation de l'Empire allemand est constitutionnellement douteux. Certains évoquent même une forme de corruption du souverain bavarois par le chancelier prussien grâce aux Fonds Welfs.

### Hésitations de Guillaume de Prusse
Guillaume Ier n'envisage pas d'abord la possibilité de devenir empereur allemand. Il se considère avant tout comme le roi de Prusse. D'autre part, les princes du sud de l'Allemagne ne semblent pas disposés à accepter que Guillaume soit empereur et à reconnaître en lui un nouveau souverain. Enfin, l'initiative revient essentiellement à Bismarck et non aux parlements.
Cependant, en 1848, l'Assemblée nationale de Francfort avait offert la couronne impériale à Frédéric-Guillaume IV de Prusse, le frère et prédécesseur de Guillaume. Mais à défaut de succession héréditaire, le titre d'Empereur ne peut être donné sans « le consentement libre des têtes couronnées, princes et villes libres d'Allemagne ». Bismarck doit donc convaincre à la fois Guillaume, des princes et des villes d'Allemagne et en particulier Louis II, roi de Bavière, considéré comme le deuxième dans la hiérarchie des princes de haut-rang, qui se rallieront s'il donne son accord.

### Opposition de Louis II à la Prusse

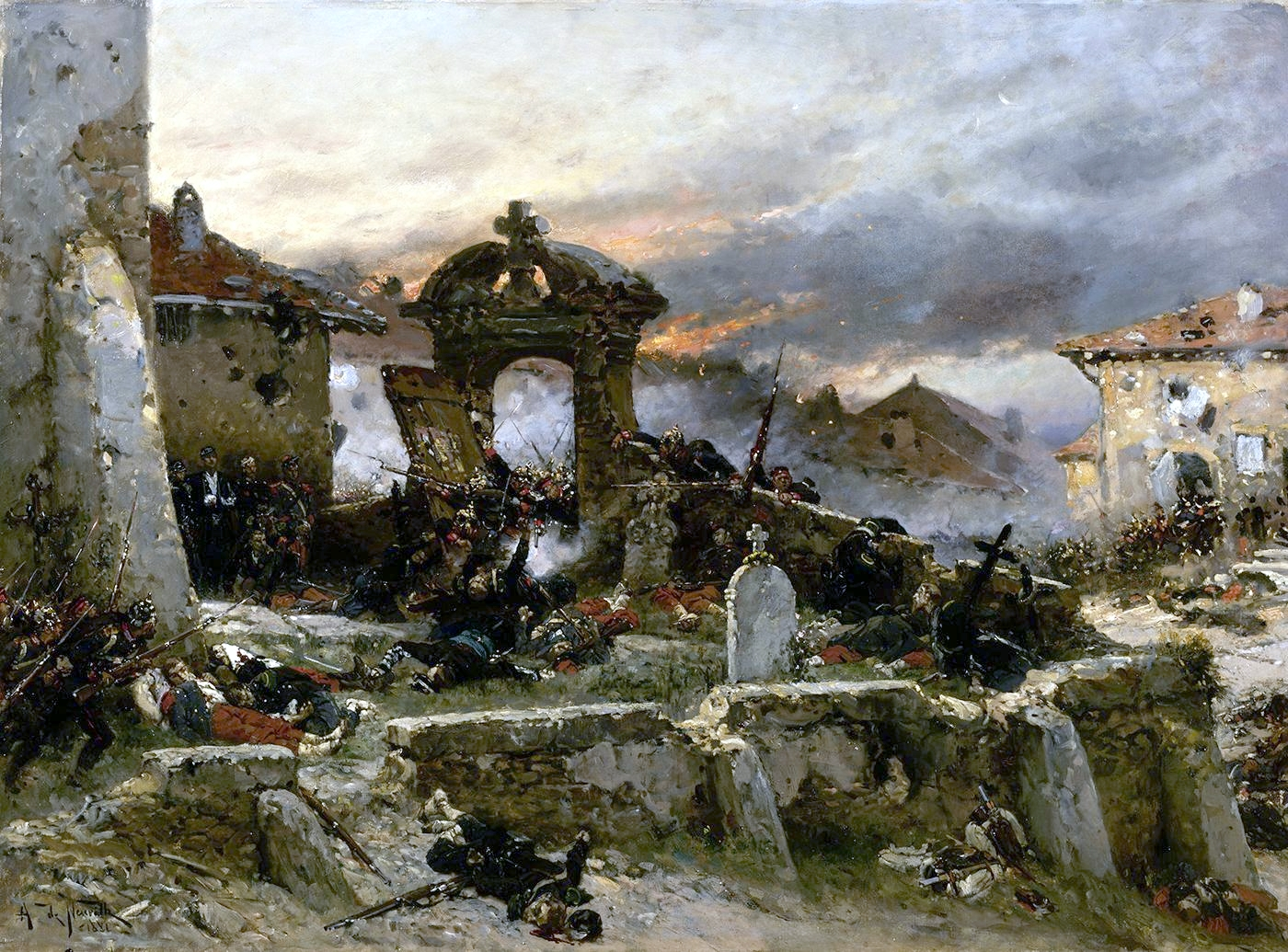
Bataille de Saint-Privat (18 août 1870)

Louis II, régnant depuis 1864, est un adepte de l'unification allemande mais dirigée par l'empereur d'Autriche, avec un respect de la souveraineté de la Bavière. En 1866, Louis II entre en guerre contre la Prusse avec le royaume de Saxe, le grand-duché de Bade, le royaume de Wurtemberg, le royaume de Hanovre, le grand-duché de Hesse, l'électorat de Hesse et le duché de Nassau comme alliés à côté de l'Autriche. Après la défaite de Sadowa, la Bavière est contrainte de payer des indemnités de guerre à la Prusse (30 millions de florins) et d'admettre le commandement prussien de son armée en cas de conflit. 
C'est ainsi que 55 000 soldats bavarois participent à la guerre franco-prussienne de 1870. À la fin du conflit, Louis II déplore la défaite de la France et ne participe pas aux célébrations à Versailles de la victoire prussienne, et son gouvernement envisage de plus en plus la reconnaissance de Guillaume de Prusse comme empereur.

### Problèmes financiers de Louis II
Louis II est, depuis le début de son règne, plus intéressé par la culture et l'architecture qu'aux affaires gouvernementales. Il suit en cela l'exemple de ses prédécesseurs Maximilien Ier et surtout son grand-père Louis Ier, qui ont utilisé une grande partie du budget de l’État pour des améliorations à la résidence royale de Munich mais aussi pour la promotion de l'art, l'éducation et la science.
Pour la construction de ses châteaux, Louis II dépense son patrimoine à la limite du possible. Le prince d'Eulenberg-Hertefeld, secrétaire de l'ambassadeur de Prusse à Munich, décrit comment le roi a brisé les finances publiques et essaie en privé d'obtenir de l'argent de tous les côtés possibles, comme un prêt de 20 millions de florins des princes de Thurn et Taxis. Il contacte aussi, pour demander le l'argent, l'empereur d'Autriche, le roi des Belges, le roi de Suède et même le Sultan de Turquie et le Shah d'Iran.

## Négociations

### Télégramme du comte Werthen
La situation financière de Louis II est préoccupante, en particulier sa fortune personnelle. Ce fait est bien connu de Bismarck et de son propre premier ministre. L'ambassadeur prussien, le comte Werthern, envoie le 19 novembre 1870 un télégramme à Bismarck :
« Très secret. Le roi de Bavière est confronté à de grandes difficultés financières à cause de ses constructions et théâtres. Six millions de florins lui serait très agréable, à condition que le ministre ne l'apprenne pas. Pour cette somme, il serait également décidé d'accepter la proclamation de l'Empire et de se rendre à Versailles. Dans ce but, le comte Holnstein parlera de cela avec son Excellence. »
Le 20 novembre 1870, Bismarck télégraphie au chef de la Chancellerie fédérale à Berlin, Rudolph von Delbrück : 
« J'espère parvenir à un accord avec la Bavière. Si nous réussissons, il semble incontestable que la question de l'Empire sera résolue. »

### Accord avec la Bavière et le roi Louis II
Le 23 novembre 1870, à Versailles, Bismarck convient avec les représentants du gouvernement bavarois de l'adhésion de l'Empire allemand. Il fait quelques concessions : les bavarois peuvent avoir leurs propres postes, télécommunications, chemins de fer et l'armée en temps de paix. Lorsqu'il revient de la réunion, il dit : «Maintenant, l'accord avec la Bavière est achevé et signé. L'unité allemande est faite, et l'empereur aussi.» Ses collaborateurs trouve le contrat signé avec deux bouteilles de champagne vides.
Le comte Holnstein, confident et représentant personnel de Louis II, se rend deux jours plus tard, le 25 novembre 1870 à Versailles, où il est immédiatement reçu par Bismarck sans avoir pris contact avec les négociateurs bavarois. On ne connaît pas le contenu de la conversation mais bien le résultat : un accord entre les parties. Le 26 novembre, Bismarck fait rédiger une lettre officielle à l'intention du président de l'administration de la chancellerie, Rudolph von Delbrück, concernant l'accord conclu avec les représentants du roi sur ses créances monétaires et le contenu de la future Kaiserbrief que Bismarck rédige lui-même. Au départ, Louis II devait venir personnellement à Versailles, mais il renonce. La lettre est confiée à Holntsein avec pour mission de la faire signer par le roi.
Le 30 novembre 1870, le roi souffre de névralgie dentaire et est alité. Maladie diplomatique ? Holnstein attend des heures. À trois heures quarante-cinq, comme le roi ne semble pas aller mieux, il exige qu’on informe Sa Majesté qu'il doit repartir dans deux heures au plus tard pour Versailles et que le message du chancelier Bismarck est de la plus haute importance. Louis II, la tête couverte de linges, reçoit Holnstein dans une chambre où l’on peut à peine respirer à cause de l’odeur du chloroforme.
Louis II étudie le texte avec soin si bien que le temps passe vite. Le sort de l’Allemagne est en jeu Mais impossible de revenir en arrière... Le roi se met à son bureau et recopie la Kaiserbrief, à peu de chose près :
« L’entrée de l’Allemagne du Sud dans la Confédération va étendre sur tous les États allemands les droits de présidence que possède Votre Majesté. J’ai déjà approuvé l’idée de leur réunion en une seule main dans la conviction que ce changement répondrait aux intérêts de la patrie commune et de tous les princes alliés ; ayant en même temps confiance que ces droits qui, d’après la constitution, sont l’apanage de la présidence fédérale, demeureront, après la restauration d’un Empire allemand et de la dignité impériale, les droits qu'exercera Votre Majesté au nom de la patrie entière en vertu de l’union des princes.
En conséquence, je me suis tourné vers les souverains allemands pour leur proposer en ma compagnie d’inviter Votre Majesté à joindre le titre d’Empereur allemand à l’exercice des droits de la présidence fédérale.
Dès que Votre Majesté et les souverains alliés auront fait connaître leur décision, je chargerai mon Gouvernement d’étudier et d’établir les conventions conformes à ces vues...  »

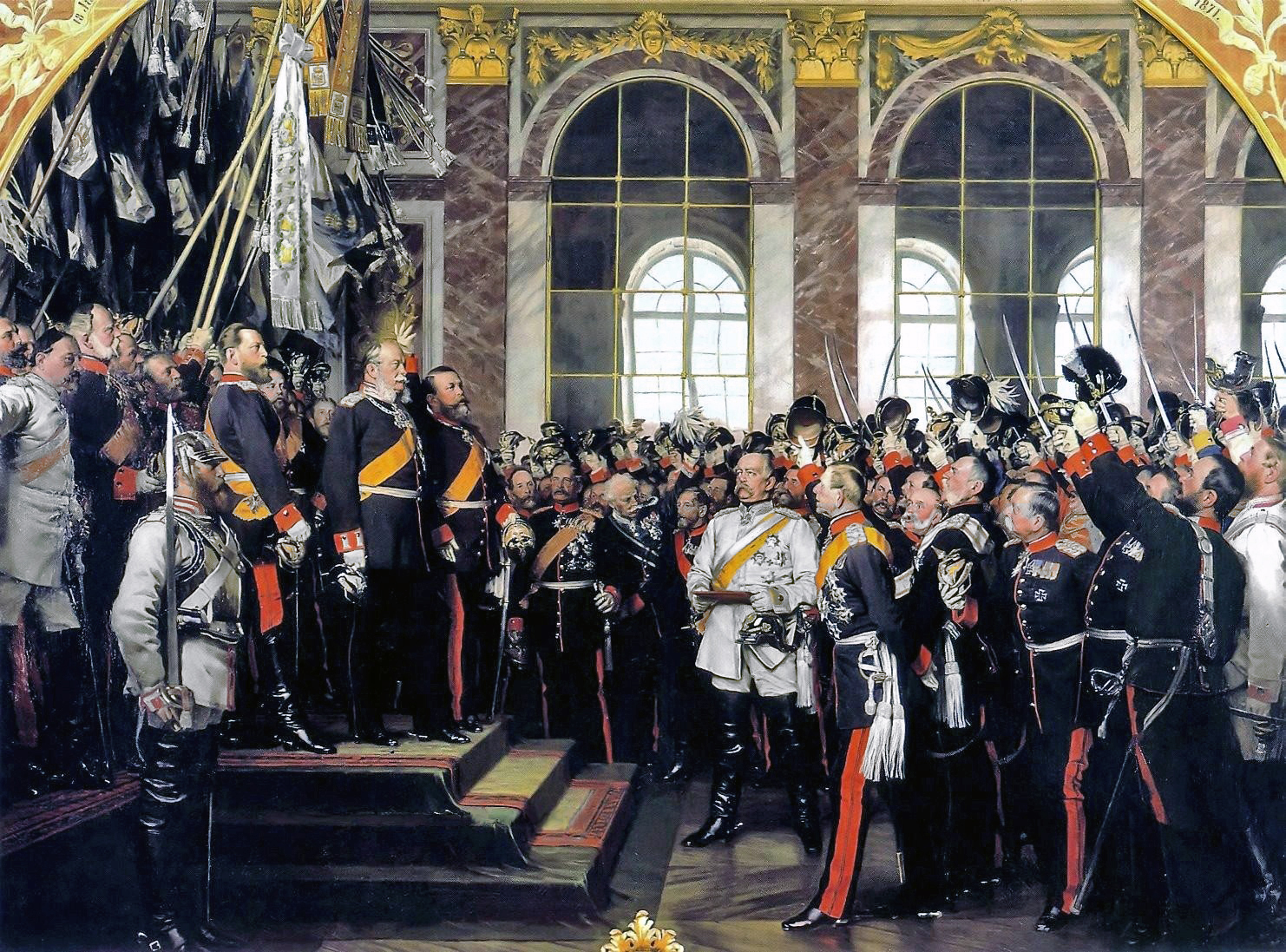
Acclamation comme Empereur Allemand du roi de Prusse Guillaume Ier par son gendre Frédéric Ier, grand-duc de Bade. Le roi de Bavière, réfugié sur son île des roses, y a délégué son frère cadet et héritier, le prince Othon.

Ensuite, Louis II recopie un autre modèle, également préparé par Bismarck, pour le cabinet bavarois. Il s’agit d’informer les princes allemands du sud. La lettre est une circulaire, un plaidoyer et un encouragement à approuver son initiative.
«  Sérénissime Altesse,
Les peuples allemands, unis depuis des siècles par la langue et les mœurs, les sciences et les arts, conduits à la victoire par l’héroïque Roi de Prusse, fêtent aujourd’hui une fraternité d’armes qui est l’éclatant témoignage de la puissance de l’Allemagne unie. Désireux de travailler de toutes mes forces à aider cette unité, je n’ai pas hésité à entrer en négociations avec la Chancellerie de la Confédération du Nord. Ces négociations viennent de se terminer récemment à Versailles.
En conséquence, je me suis adressé aux souverains allemands et en particulier à Votre Majesté royale pour proposer en ma compagnie à Sa Majesté le Roi de Prusse de joindre le titre d’Empereur allemand à l’exercice des droits de la Présidence fédérale.
Je suis fier à la pensée que ma situation en Allemagne et l’histoire de mon pays m’appellent, à ce qu'il me semble, à faire le premier pas pour le couronnement de l’œuvre de l’unité allemande. Et je me livre à l’espoir que Votre Majesté accueillera avec sympathie mon intervention... »
Le 18 janvier 1871, dans la Galerie des Glaces du palais de Versailles, Guillaume Ier est proclamé empereur allemand..

## Indemnités financières à Louis II
Les informations sur le montant des paiements effectués par la Prusse à Louis II sont imprécises puisque l'Empire allemand en 1876 a unifié la monnaie en remplaçant le florin (Gulden) par le mark-or (Goldmark). Dans l'ensemble, Louis semble avoir reçu plus de six millions de marks-or. En plus d'une première tranche importante versée immédiatement, le roi reçoit la garantie que des paiements annuels seront effectués, commencent en 1873 avec un montant initial de 300 000 marks-or, ce qui est majoré jusqu'à l'échéance, en 1885. En 1884, Louis reçoit également un versement spécial de plus d'un million de marks-or. Les sommes, prélevées sur les Fonds Welfs. sont versés en secret par l'intermédiaire de banques suisses. Bismarck les présentent comme des prêts à rembourser plus tard.

## Comportement du roi
Le paiement de fortes sommes à Louis II pour l'inciter à signer la Kaiserbrief peut-il être assimilé à de la corruption ? Le versement de pots-de-vin est une pratique politique courante dans les négociations pour un transfert de souveraineté. Il s'agit généralement de paiements en espèces ou d'octroi d'apanages au profit des souverains lésés. Dans ce cas, Louis a été, dans une certaine mesure, trompé par ses conseillers. Il ne faut pas oublier que la Bavière est contrainte de payer à la Prusse 30 millions de florins.
Le roi n'aurait pas accepté de changer d'opinion vis-à-vis de la Prusse pour de l'argent. Au moment du télégramme du comte Werthern, le gouvernement bavarois a déjà accepté de rejoindre l'Empire allemand mais doit continuer à verser les dommages de guerre. En outre, il est clair que les biens privés du monarque sont séparés du trésor public. Lorsqu'il signe la Kaiserbrief, Louis II sait qu'il n'a constitutionnellement aucun droit sur les actifs de l’État, même s'il rêvait d'un renforcement du pouvoir royal.
Le roi ne peut pas recevoir l'argent des recettes publiques, et l'argent qu'il reçoit de la Prusse à titre personnel se fait donc secrètement et en espèces, au grand embarras de Bismarck. Toutefois, les négociateurs ne sont pas dupes de l'opération et admettent la séparation entre les intérêts privés du monarque d'une part et les intérêts de l’État de Bavière et d'autre part.

## Conséquences financières
La séparation des biens de l’État de la propriété privée royale n'est pas évidente. Cette question sera très controversée à la fin de la monarchie en 1918 et conduira à la création du Fonds de compensation des Wittelsbach (Wittelsbacher Ausgleichsfonds), créé par une loi du 9 mars 1923, qui administre la succession de la dynastie bavaroise selon la Dominialfideikommisspragmatik de 1805 et la constitution de 1818. Ces dispositions font qu'une propriété reçue en héritage, consistant en biens immobiliers, qui ne peut être ni vendue, ni transmise par héritage, ni aliénée par son propriétaire de quelque façon que ce soit, est juridiquement transmise aux héritiers du propriétaire répondant à certains critères, après la mort de celui-ci. Un seul membre de la famille, le Fideikommissbesitzer, détient la propriété effective.
En 1923, un compromis est réalisé entre l’État libre de Bavière et les membres de la Maison de Wittelsbach, représentée par le dernier prince héritier, Rupprecht de Bavière, fils aîné du défunt roi Louis III, ultime souverain de la Bavière indépendante. Le Fonds de compensation des Wittelsbach est une fondation de droit public. Le gouvernement du land de Bavière doit veiller à son bon fonctionnement dans les intérêts de la Maison de Wittelsbach.
La fondation possède des terrains, 10 000 hectares de forêts, des actions dans diverses sociétés, des collections d'art, les châteaux de Berg, Hohenschwangau et Berchtesgaden et (depuis 1975) la manufacture de porcelaine de Nymphenburg. Les autres châteaux sont la propriété de l’État libre de Bavière.
Louis II a utilisé l'argent de la Prusse pour régler les factures pour la construction du palais d'Herrenchiemsee, qui étaient semblables à la valeur des dépenses réellement effectuées pour le château de Neuschwanstein. L'affluence touristique est maintenant telle que le chiffre d'affaires annuel de ce château pour l'État bavarois rentabilise largement ce château et sa construction. En 2006, par exemple, plus d'un million de visiteurs se sont rendus à Neuschwanstein.